# Liste der Orte im Rems-Murr-Kreis
Die Liste der Orte im Rems-Murr-Kreis listet die geographisch getrennten Orte (Ortsteile, Stadtteile, Dörfer, Weiler, Höfe, (Einzel-)Häuser) im Rems-Murr-Kreis auf.

## Systematische Liste
Alphabet der Städte und Gemeinden mit den zugehörigen Orten.
- Alfdorf mit den Gemeindeteilen Alfdorf, Pfahlbronn und Vordersteinenberg.
  - Zu Alfdorf das Dorf Alfdorf, die Weiler Bonholz und Haselbach und die Höfe Leinhalden, Maierhof, Maierhofer Sägmühle, Meuschenmühle, Schölleshof, Strübelhof, und Strübelmühle.
  - Zu Pfahlbronn das Dorf Pfahlbronn, die Weiler Adelstetten, Brech, Brend, Buchengehren, Burgholz, Enderbach, Haghof, Haselhof, Höldis, Mannholz, Mittelweiler, Rienharz, Schmidhof, Tannhof, Voggenberg, die Höfe Burgholzhof, Döllenhof, Fritzhof, Hagmühle, Leinecksmühle, Niederheckenhof, Schenkhöfle, Schmidhöfle und die Wohnplätze Buchengehrener Sägmühle, Burgholzer Sägmühle, Gehäuhaus, Haghofer Ölmühle, Haldenhof, Mannholzer Ölmühle, Pfahlbronner Mühle, Rienharzer Sägmühle, Voggenberger Sägmühle und Voggenbergmühle.
  - Zu Vordersteinenberg die Dörfer Vordersteinenberg, Hintersteinenberg und Kapf, die Weiler Bruckhof, Hellershof, Hüttenbühl, Steinhaus, Tennhöfle und Wahlenheim, die Höfe Deschenhof, Dornhalden, Greuthöfle, Greuthof, Hafental, Heinlesmühle, Pfahlenhof, Schotthof, Stixenhof, Vaihinghof und Voggenmühlhöfle und der Wohnplatz Neuwirtshaus.
- Allmersbach im Tal mit den Gemeindeteilen Allmersbach im Tal und Heutensbach.
  - Zu Allmersbach im Tal das Dorf Allmersbach im Tal und die Wüstung Vogtsweiler.
  - Zu Heutensbach das Dorf Heutensbach.
- Althütte mit den Gemeindeteilen Althütte und Sechselberg.
  - Zu Althütte das Dorf Althütte, die Weiler Kallenberg,

Lutzenberg, Schöllhütte (seit 1971 baulich mit Althütte zusammengewachsen) und das Gehöft Nonnenmühle.
- - Zu Sechselberg das Dorf Sechselberg, die Weiler Fautspach, Gallenhof, Hörschhof, Schlichenhöfle, Schlichenweiler und Waldenweiler, die Höfe Glaitenhof und Hörschhofer Sägmühle und der Wohnplatz Rottmannsberger Sägmühle.
- Aspach mit den Gemeindeteilen Großaspach, Kleinaspach und Rietenau.
  - Zu Großaspach das Dorf Großaspach, die Weiler Fürstenhof, Karlshof und Wüstenbachhof und die Wohnplätze Stegmühle und Talmühle.
  - Zu Kleinaspach das Dorf Kleinaspach, die Weiler Altersberg, Einöd, Hintervöhrenberg, Hornungshof, Röhrach (oder Röhrachhof), Sinzenburg, Steinhausen, Völkleshofen und Warthof.
  - Zu Rietenau das Dorf Rietenau und das Gehöft Schönenbühl.
- Auenwald mit den Gemeindeteilen Ebersberg, Lippoldsweiler, Oberbrüden und Unterbrüden.
  - Zu Ebersberg das Dorf Ebersberg und das Schloss Ebersberg.
  - Zu Lippoldsweiler das Dorf Lippoldsweiler, die Weiler Däfern, Hohnweiler und Schnarrenberg und das Gehöft Sauerhof.
  - Zu Oberbrüden das Dorf Oberbrüden, die Weiler Heslachhof, Mittelbrüden, Rottmannsberg, Tiefenthal, Trailhof, Trailhöfle und Utzenhof und der Wohnplatz Schmollenmühle.
  - Zu Unterbrüden das Dorf Unterbrüden.
- Backnang mit den Stadtteilen Backnang, Heiningen, Maubach, Strümpfelbach und Waldrems.
  - Zu Backnang die Stadt Backnang, der Ort Steinbach, die Weiler Germannsweiler, Mittelschöntal, Oberschöntal, Sachsenweiler, Seehof, Stiftsgrundhof, Ungeheuerhof, Unterschöntal, die Höfe Rötleshof und Staigacker und der Wohnplatz Neuschöntal.
  - Zu Heiningen das Dorf Heiningen.
  - Zu Maubach das Dorf Maubach und den Wohnplatz Schulhaus.
  - Zu Strümpfelbach das Dorf Strümpfelbach und Schloss und Wohnplatz Katharinenhof.
  - Zu Waldrems das Dorf Waldrems, der Weiler Horbach und der Wohnplatz Ebni.
- Berglen mit den Gemeindeteilen Bretzenacker, Hößlinswart, Ödernhardt, Öschelbronn, Oppelsbohm, Reichenbach bei Winnenden, Rettersburg, Steinach, Vorderweißbuch.
  - Zu Bretzenacker das Dorf Bretzenacker und der Wohnplatz Volkhardsmühle.
  - Zu Hößlinswart das Dorf Hößlinswart.
  - Zu Ödernhardt das Dorf Ödernhardt und der Weiler Erlenhof.
  - Zu Öschelbronn das Dorf Öschelbronn und der Weiler Stöckenhof.
  - Zu Oppelsbohm das Dorf Oppelsbohm und der Weiler Oberweiler.
  - Zu Reichenbach bei Winnenden das Dorf Reichenbach, die Weiler Lehnenberg und Spechtshof.
  - Zu Steinach das Dorf Steinach und der Weiler Kottweil.
  - Zu Vorderweißbuch das Dorf Vorderweißbuch und die Weiler Birkenweißbuch und Streich.
- Burgstetten mit den Gemeindeteilen Burgstall an der Murr und Erbstetten.
  - Zu Burgstall das Dorf Burgstall und der Wohnplatz Neumühle.
  - Zu Erbstetten das Dorf Erbstetten und der Weiler Kirschenhardthof.
- Fellbach mit den Gemeindeteilen Fellbach, Oeffingen und Schmiden.
  - Zu Fellbach der Ort Lindle.
  - Zu Oeffingen das Gehöft Tennhof.
- Großerlach mit den Gemeindeteilen Großerlach und Grab.
  - Zu Großerlach die Dörfer Großerlach und Neufürstenhütte, die Weiler Altfürstenhütte, Böhringsweiler, Hals, Kleinerlach, Kuhnweiler, Liemersbach, Mittelfischbach, Oberfischbach, Unterfischbach, das Gehöft Wiedhof und der Wohnplatz Erlach.
  - Zu Grab das Dorf Grab, die Weiler Frankenweiler, Hohenbrach, Mannenweiler, Morbach, Schönbronn, Schöntalhöfle (auch Schertelhöfle) und Trauzenbach und die Wohnplätze Butzberg, Platte, Schöntalsägmühle und Schweizerhof.
- Kaisersbach mit dem Dorf Kaisersbach, den Weilern Birkhof, Bruch, Cronhütte, Ebersberg, Ebni, Eulenhof, Gebenweiler, Gebenweiler-Gehren, Gmeinweiler, Menzles, Mönchhof, Schadberg, Schillingshof, Strohhof, Täle, Weidenbach, Ziegelhütte, den Höfen Brandhöfle, Ebersbergmühle, Fratzenklingenhof, Fratzenwiesenhof, Gallenhöfle, Hägerhof, Kellerklinghöfle, Killenhof, Rotbachhöfle, Rotenmad, Sägbühl, Schmalenberg, Silberhäusle, Spatzenhof und den Wohnplätzen Gebenweiler Sägmühle, Grairich, Grasgehren, Heppichgehren, Höfenäckerle, Kaltenbronnhof, Klingenmühlhöfle, Menzlesmühle, Weidenhof und Wiesensteighof.
- Kernen im Remstal mit den Gemeindeteilen Rommelshausen und Stetten im Remstal.
  - Zu Rommelshausen der Wohnplatz Hangweide.
  - Zu Stetten im Remstal das Dorf Stetten und der Wohnplatz Seemühle.
- Kirchberg an der Murr mit den Weilern Frühmeßhof, Neuhof, Rundsmühlhof und Zwingelhausen und dem Gehöft Obertorhöfe.
- Korb mit den Gemeindeteilen Kleinheppach und Korb.
  - Zu Kleinheppach das Dorf Kleinheppach und der abgegangene Ort Hofstatt.
  - Zu Korb das Dorf Korb.
- Leutenbach mit den Gemeindeteilen Leutenbach, Nellmersbach und Weiler zum Stein.
  - Zu Weiler zum Stein die Weiler Gollenhof und Heidenhof.
- Murrhardt mit den Gemeindeteilen Fornsbach, Kirchenkirnberg und Murrhardt.
  - Zu Fornsbach die Weiler Harnersberg, Hinterwestermurr, Mettelberg, Neuhaus und Schloßhof und die Wohnplätze Am Waldsee, Beilsbach, Mettelberger Sägmühle und Schloßhöfer Sägmühle.
  - Zu Kirchenkirnberg die Weiler Gänshof, Gärtnershof, Göckelhof, Mettelbach, Oberneustetten, Spielhof, Täle, Tiefenmad, Unterneustetten, die Höfe Mutzenhof und Schloßmühle und die Wohnplätze Leukers, Marxenhof, Reute, Vögelesreute und Wiesenhof.
  - Zu Murrhardt die Weiler Eulenhöfle, Gaisbühl, Harbach, Hasenhof, Hausen, Hinterbüchelberg, Hintermurrhärle, Hördthof, Hoffeld, Käsbach, Karnsberg, Kieselhof, Klingen, Köchersberg, Lutzensägmühle, Sauerhöfle, Schwammhof, Siebenknie, Siegelsberg, Steinberg, Vordermurrhärle, Vorderwestermurr, Wacholderhof, Waltersberg und Wolkenhof, die Höfe Berghöfle, Braunhalde, Ebene, Gutmachhof, Hördter Mühle, Klettenhöfle, Raithöfle, Schwarzenmühle, Spechtshof und Winterhaus und die Wohnplätze Alm-Siedlung, Eisenschmiedmühle, Hammerschmiede, Hirschkeller, Hirschsägewerk, Hohenstein, Jägerhof, Lammwirtschaft, Sommerhaus, Untere Schafscheuer, Wahlenmühle, Westermurrer Mühle und Westermurrer Sägmühle.
- Oppenweiler mit dem Dorf Reichenberg, den Weilern Aichelbach, Bernhalden, Ellenweiler, Reichenbach, Reutenhof, Rohrbach, Schiffrain und Zell und den Wohnplätzen Rüflensmühle, Unterstaigacker, Wachthäusle und Wilhelmsheim.
- Plüderhausen mit dem Dorf Walkersbach, dem Weiler Aichenbachhof, den Höfen Eibenhof, Köshof, Neuweilerhof, Plüderwiesenhof und Schautenhof.
- Remshalden mit den Gemeindeteilen Buoch, Geradstetten, Grunbach, Hebsack, Rohrbronn.
  - Zu Geradstetten die Weiler Bauersberg und Kernershof und das Gehöft Rollhof.
  - Zu Grunbach der Weiler Osterhof.
- Rudersberg mit den Gemeindeteilen Asperglen, Rudersberg, Schlechtbach und Steinenberg.
  - Zu Asperglen der Ort Krehwinkel und der Weiler Necklinsberg.
  - Zu Rudersberg die Dörfer Klaffenbach, Mannenberg, Oberndorf und Zumhof, die Weiler Königsbronnhof, Steinbach und Waldenstein, die Höfe Birkenberg, Burghöfle, Buschhöfle, Edelmannshof, Grauhaldenhof, Kirchenacker, Schafhaus, Schloßhöfle und Seelach und die Wohnplätze Sauerhöfle und Strümpfelhof.
  - Zu Schlechtbach das Dorf Unterschlechtbach, die Gemeindeteile Mittelschlechtbach und Oberschlechtbach, die Weiler Lindental und Michelau und das Gehöft Kirschenwasenhof.
- Schorndorf mit den Gemeindeteilen Buhlbronn, Haubersbronn, Miedelsbach, Oberberken, Schlichten, Schornbach, Schorndorf und Weiler/Rems.
  - Zu Buhlbronn das Dorf Buhlbronn und der Weiler Metzlinsweiler Hof.
  - Zu Haubersbronn das Dorf Haubersbronn und der Wohnplatz Metzlinsweiler Mühle.
  - Zu Oberberken das Dorf Oberberken und der Weiler Unterberken.
  - Zu Schornbach das Dorf Schornbach und der Weiler Mannshaupten.
- Schwaikheim mit dem Ort Schwaikheim.
- Spiegelberg mit den Gemeindeteilen Jux, Nassach und Spiegelberg.
  - Zu Nassach das Dorf Nassach und der Weiler Kurzach.
  - Zu Spiegelberg das Dorf Spiegelberg, die Weiler Dauernberg, Eisenlautern, Großhöchberg, Hüttlen, Obere Roßstaig, Roßstaig und Vorderbüchelberg und der Wohnplatz Gieshof.
- Sulzbach an der Murr mit dem Dorf Sulzbach, den Weilern Bartenbach, Berwinkel, Bushof, Eschelhof, Eschenstruet, Hager, Harrenberg, Ittenberg, Kleinhöchberg, Lautern, Liemannsklinge, Schleißweiler, Siebersbach und Zwerenberg und den Wohnplätzen Gronbachmühle, Hammer und Haselbachmühle.
- Urbach mit den Gemeindeteilen Oberurbach und Unterurbach.
  - Zu Oberurbach das Dorf Oberurbach, die Weiler Hegnauhof und Wellingshof und der Wohnplatz Wasenmühle.
  - Zu Unterurbach das Dorf Unterurbach, der Weiler Bärenbach und die Höfe Eulenhof und Ilgenhof.
- Waiblingen mit den Ortschaften Beinstein, Bittenfeld, Hegnach, Hohenacker, Neustadt und Waiblingen.
  - Zu Beinstein das Dorf Beinstein und der Wohnplatz Geheime Mühle.
  - Zu Bittenfeld das Dorf Bittenfeld und der Wohnplatz Böllenbodenhof.
  - Zu Hegnach das Dorf Hegnach, das Gehöft Hegnacher Mühle und der Wohnplatz Fährmannshaus.
  - Zu Hohenacker das Dorf Hohenacker, der Weiler Zillhardtshof und der Wohnplatz Remsmühle oder Vogelmühle.[2]
  - Zu Neustadt das Dorf Neustadt, die Weiler Erbachhof und Kleinhegnach, die Siedlung Hirschlauf und die Wohnplätze Bad und Mühle.
  - Zu Waiblingen die Stadt Waiblingen und der Wohnplatz Immerich.
- Weinstadt mit den Stadtteilen Beutelsbach, Endersbach, Großheppach, Schnait und Strümpfelbach.
  - Zu Beutelsbach das Dorf Beutelsbach, das Gehöft Schönbühl und die Wohnplätze Burg und die Siedlung Benzach.
  - Zu Großheppach das Dorf Großheppach, der Weiler Gundelsbach und der Wohnplatz Wolfshof.
  - Zu Schnait das Dorf Schnait, der Gemeindeteil Baach und der Wohnplatz Saffrichhof.
- Weissach im Tal mit den Gemeindeteilen Bruch, Cottenweiler, Oberweissach und Unterweissach.
  - Zu Bruch gehört das Dorf Bruch.
  - Zu Cottenweiler das Dorf Cottenweiler und der Weiler Viehhaus.
  - Zu Oberweissach gehört das Dorf Oberweissach und die Weiler Kammerhof und Wattenweiler.
  - Zu Unterweissach gehört das Dorf Unterweissach, die Weiler Aichholzhof, Mitteldresselhof, Oberdresselhof und Unterdresselhof und die  Wohnplätze Franzenweiler und Seemühle.
- Welzheim mit der Stadt Welzheim, den Weilern Aichstrut, Birkachhof, Breitenfürst, Eberhardsweiler, Eckartsweiler, Eselshalden, Gausmannsweiler, Langenberg, Lettenstich, Obersteinenberg, Schafhof, Seiboldsweiler, Steinbruck, Taubenhof und Vorderhundsberg, den Höfen Bausche, Neuhof und Obermühle und den Wohnplätzen Aichstruter Sägmühle, Ebnisee, Eierhof, Klingenmühle, Laufenmühle und Leinhalde.
- Winnenden mit den Stadtteilen Baach, Birkmannsweiler, Breuningsweiler, Bürg, Hanweiler, Hertmannsweiler, Höfen und Winnenden.
  - Zu Baach das Dorf Baach und der Wohnplatz Pfeilhof.
  - Zu Birkmannsweiler das Dorf Birkmannsweiler, der Weiler Burkhardshof, das Gehöft Buchenbachhof und der Wohnplatz Neumühle.
  - Zu Breuningsweiler das Dorf Breuningsweiler und der Wohnplatz Sonnenberg.
  - Zu Bürg das Dorf Bürg und die Weiler Schulerhof und Stöckenhof.
  - Zu Hertmannsweiler das Dorf Hertmannsweiler und der Weiler Degenhof.
  - Zu Höfen das Dorf Höfen und der Wohnplatz Ruitzenmühle.
  - Zu Winnenden die Stadt Winnenden und der Stadtteil Schelmenholz.
- Winterbach mit dem Dorf Winterbach, den Weilern Manolzweiler und dem Ort Engelberg.

## Alphabetische Liste
In Fettschrift erscheinen die Orte, die namengebend für die Gemeinde sind, in Kursivschrift Einzelhäuser, Häusergruppen, Burgen, Schlösser und Höfe. Zusätzliche bestehende kleine Orte nach der Quelle www.leo-bw.de werden dort in aller Regel nicht wie in der Listengrundlage nach Weiler/Siedlung/Wohnplatz usw. differenziert, sondern einheitlich als Wohnplatz klassifiziert, dieser Ortsteiltyp wird hier entsprechend kursiviert übernommen.

### A
- Adelstetten zu Alfdorf
- Aichelbach zu Oppenweiler
- Aichenbachhof zu Plüderhausen
- Aichholzhof zu Weissach im Tal
- Aichstrut zu Welzheim
- Aichstruter Sägmühle zu Welzheim
- Alfdorf
- Allmersbach im Tal
- Alm-Siedlung zu Murrhardt
- Altfürstenhütte zu Großerlach
- Althütte
- Am Waldsee zu Murrhardt
- Asperglen zu Rudersberg

### B
- Baach zu Weinstadt
- Baach zu Winnenden
- Backnang
- Bad zu Waiblingen
- Bärenbach zu Urbach
- Bartenbach zu Sulzbach an der Murr
- Bauersberg zu Remshalden
- Bausche zu Welzheim
- Beilsbach zu Murrhardt
- Beinstein zu Waiblingen
- Berghöfle zu Murrhardt
- Bernhalden zu Oppenweiler
- Berwinkel zu Sulzbach an der Murr
- Beutelsbach zu Weinstadt
- Birkachhof zu Welzheim
- Birkenberg zu Rudersberg
- Birkenweißbuch zu Berglen
- Birkhof zu Kaisersbach
- Birkmannsweiler zu Winnenden
- Bittenfeld zu Waiblingen
- Böhringsweiler zu Großerlach
- Böllenbodenhof zu Waiblingen
- Bonholz zu Alfdorf
- Braunhalde zu Murrhardt
- Brandhöfle zu Kaisersbach
- Brech zu Alfdorf
- Breitenfürst zu Welzheim
- Brend zu Alfdorf
- Brenzach zu Weinstadt
- Bretzenacker zu Berglen
- Breuningsweiler zu Winnenden
- Bruch zu Kaisersbach
- Bruch zu Weissach im Tal
- Bruckhof zu Alfdorf
- Buchenbachhof zu Winnenden
- Buchengehren zu Alfdorf
- Buchengehrener Sägmühle zu Alfdorf
- Buhlbronn zu Schorndorf
- Buoch zu Remshalden
- Burg zu Weinstadt
- Bürg zu Winnenden
- Burghöfle zu Rudersberg
- Burgholz zu Alfdorf
- Burgholzer Sägmühle zu Alfdorf
- Burgholzhof zu Alfdorf
- Burgstall an der Murr zu Burgstetten
- Burkhardshof zu Winnenden
- Buschhöfle zu Rudersberg
- Bushof zu Sulzbach an der Murr
- Butzberg zu Großerlach

### C
- Cottenweiler zu Weissach im Tal
- Cronhütte zu Kaisersbach

### D
- Däfern zu Auenwald
- Dauernberg zu Spiegelberg
- Degenhof zu Winnenden
- Deschenhof zu Alfdorf
- Döllenhof zu Alfdorf
- Dornhalden zu Alfdorf

### E
- Ebene zu Murrhardt
- Eberhardsweiler zu Welzheim
- Ebersberg zu Auenwald
- Ebersberg zu Kaisersbach
- Ebersbergmühle zu Kaisersbach
- Ebni zu Backnang
- Ebni zu Kaisersbach
- Ebnisee zu Welzheim
- Eckartsweiler zu Welzheim
- Edelmannshof zu Rudersberg
- Eibenhof zu Plüderhausen
- Eierhof zu Welzheim
- Eisenlautern zu Spiegelberg
- Eisenschmiedmühle zu Murrhardt
- Ellenweiler zu Oppenweiler
- Enderbach zu Alfdorf
- Endersbach zu Weinstadt
- Engelberg zu Winterbach
- Erbachhof zu Waiblingen
- Erbstetten zu Burgstetten
- Erlach zu Großerlach
- Erlenhof zu Berglen
- Eschelhof zu Sulzbach an der Murr
- Eschenstruet zu Sulzbach an der Murr
- Eselshalden zu Welzheim
- Eulenhof zu Kaisersbach
- Eulenhof zu Urbach
- Eulenhöfle zu Murrhardt

### F
- Fährmannshaus zu Waiblingen
- Fautspach zu Althütte
- Fellbach
- Fornsbach zu Murrhardt
- Frankenweiler zu Großerlach
- Fratzenklingenhof zu Kaisersbach
- Fratzenwiesenhof zu Kaisersbach
- Fritzhof zu Alfdorf
- Frühmeßhof zu Kirchberg an der Murr
- Fürstenhof zu Aspach

### G
- Gaisbühl zu Murrhardt
- Gallenhof zu Althütte
- Gallenhöfle zu Kaisersbach
- Gänshof zu Murrhardt
- Gärtnershof zu Murrhardt
- Gausmannsweiler zu Welzheim
- Gebenweiler zu Kaisersbach
- Gebenweiler-Gehren zu Kaisersbach
- Gebenweiler Sägmühle zu Kaisersbach
- Gehäuhaus zu Alfdorf
- Geheime Mühle zu Waiblingen
- Geradstetten zu Remshalden
- Germannsweiler zu Backnang
- Gieshof zu Spiegelberg
- Glaitenhof zu Althütte
- Gmeinweiler zu Kaisersbach
- Göckelhof zu Murrhardt
- Gollenhof zu Leutenbach
- Grab zu Großerlach
- Grairich zu Kaisersbach
- Grasgehren zu Kaisersbach
- Grauhaldenhof zu Rudersberg
- Greuthof zu Alfdorf
- Greuthöfle zu Alfdorf
- Gronbachmühle zu Sulzbach an der Murr
- Großaspach zu Aspach
- Großerlach
- Großheppach zu Weinstadt
- Großhöchberg zu Spiegelberg
- Grunbach zu Remshalden
- Gundelsbach zu Weinstadt
- Gutmachhof zu Murrhardt

### H
- Hägerhof zu Kaisersbach
- Hafental zu Alfdorf
- Hager zu Sulzbach an der Murr
- Haghof zu Alfdorf
- Haghofer Ölmühle zu Alfdorf
- Hagmühle zu Alfdorf
- Haldenhof zu Alfdorf
- Hals zu Großerlach
- Hammer zu Sulzbach an der Murr
- Hammerschmiede zu Murrhardt
- Hangweide zu Kernen im Remstal
- Hanweiler zu Winnenden
- Harbach zu Murrhardt
- Harnersberg zu Murrhardt
- Harrenberg zu Sulzbach an der Murr
- Haselbach zu Alfdorf
- Haselbachmühle zu Sulzbach an der Murr
- Haselhof zu Alfdorf
- Hasenhof zu Murrhardt
- Haubersbronn zu Schorndorf
- Hausen zu Murrhardt
- Hebsack zu Remshalden
- Hegnach zu Waiblingen
- Hegnacher Mühle zu Waiblingen
- Hegnauhof zu Urbach
- Heidenhof zu Leutenbach
- Heiningen zu Backnang
- Heinlesmühle zu Alfdorf
- Hellershof zu Alfdorf
- Heppichgehren zu Kaisersbach
- Hertmannsweiler zu Winnenden
- Heslachhof zu Auenwald
- Heutensbach zu Allmersbach im Tal
- Hinterbüchelberg zu Murrhardt
- Hintermurrhärle zu Murrhardt
- Hintersteinenberg zu Alfdorf
- Hinterwestermurr zu Murrhardt
- Hirschkeller zu Murrhardt
- Hirschlauf zu Waiblingen
- Hirschsägwerk zu Murrhardt
- Höfen zu Winnenden
- Höfenäckerle zu Kaisersbach
- Hoffeld zu Murrhardt
- Hohenacker zu Waiblingen
- Hohenbrach zu Großerlach
- Hohenstein zu Murrhardt
- Hohnweiler zu Auenwald
- Höldis zu Alfdorf
- Horbach zu Backnang
- Hördter Mühle zu Murrhardt
- Hördthof zu Murrhardt
- Hornungshof zu Aspach
- Hörschhof zu Althütte
- Hörschhofer Sägmühle zu Althütte
- Hößlinswart zu Berglen
- Hüttenbühl zu Alfdorf
- Hüttlen zu Spiegelberg

### I
- Ilgenhof zu Urbach
- Immerich zu Waiblingen
- Ittenberg zu Sulzbach an der Murr

### J
- Jägerhof zu Murrhardt
- Jux zu Spiegelberg

### K
- Kaisersbach
- Kallenberg zu Althütte
- Kaltenbronnhof zu Kaisersbach
- Kammerhof zu Weissach im Tal
- Kapf zu Alfdorf
- Karlshof zu Aspach
- Karnsberg zu Murrhardt
- Käsbach zu Murrhardt
- Katharinenhof zu Backnang
- Kellerklinghöfle zu Kaisersbach
- Kernershof zu Remshalden
- Kieselhof zu Murrhardt
- Killenhof zu Kaisersbach
- Kirchberg an der Murr
- Kirchenacker zu Rudersberg
- Kirchenkirnberg zu Murrhardt
- Kirschenhardthof zu Burgstetten
- Kirschenwasenhof zu Rudersberg
- Klaffenbach zu Rudersberg
- Kleinaspach zu Aspach
- Kleinerlach zu Großerlach
- Kleinhegnach zu Waiblingen
- Kleinheppach zu Korb
- Kleinhöchberg zu Sulzbach an der Murr
- Klettenhöfle zu Murrhardt
- Klingen zu Murrhardt
- Klingenmühle zu Welzheim
- Klingenmühlhöfle zu Kaisersbach
- Köchersberg zu Murrhardt
- Königsbronnhof zu Rudersberg
- Korb
- Köshof zu Plüderhausen
- Kottweil zu Berglen
- Krehwinkel zu Rudersberg
- Kuhnweiler zu Großerlach
- Kurzach zu Spiegelberg

### L
- Lammwirtschaft zu Murrhardt
- Langenberg zu Welzheim
- Laufenmühle zu Welzheim
- Lautern zu Sulzbach an der Murr
- Lehnenberg zu Berglen
- Leinecksmühle zu Alfdorf
- Leinhalde zu Welzheim
- Leinhalden zu Alfdorf
- Lettenstich zu Welzheim
- Leukers zu Murrhardt
- Leutenbach
- Liemannsklinge zu Sulzbach an der Murr
- Liemersbach zu Großerlach
- Lindental zu Rudersberg
- Lindle zu Fellbach
- Lippoldsweiler zu Auenwald
- Lutzenberg zu Althütte
- Lutzensägmühle zu Murrhardt

### M
- Maierhof zu Alfdorf
- Maierhofer Sägmühle zu Alfdorf
- Mannenberg zu Rudersberg
- Mannenweiler zu Großerlach
- Mannholz zu Alfdorf
- Mannholzer Ölmühle zu Alfdorf
- Mannshaupten zu Schorndorf
- Manolzweiler zu Winterbach
- Marxenhof zu Murrhardt
- Maubach zu Backnang
- Menzles zu Kaisersbach
- Menzlesmühle zu Kaisersbach
- Mettelbach zu Murrhardt
- Mettelberg zu Murrhardt
- Mettelberger Sägmühle zu Murrhardt
- Metzlinsweiler Hof zu Schorndorf
- Metzlinsweiler Mühle zu Schorndorf
- Meuschenmühle zu Alfdorf
- Michelau zu Rudersberg
- Miedelsbach zu Schorndorf
- Mittelbrüden zu Auenwald
- Mitteldresselhof zu Weissach im Tal
- Mittelfischbach zu Großerlach
- Mittelschlechtbach zu Rudersberg
- Mittelschöntal zu Backnang
- Mittelweiler zu Alfdorf
- Mönchhof zu Kaisersbach
- Morbach zu Großerlach
- Mühle zu Waiblingen
- Murrhardt
- Mutzenhof zu Murrhardt

### N
- Nassach zu Spiegelberg
- Necklinsberg zu Rudersberg
- Nellmersbach zu Leutenbach
- Neufürstenhütte zu Großerlach
- Neuhaus zu Murrhardt
- Neuhof zu Kirchberg an der Murr
- Neuhof zu Welzheim
- Neumühle zu Burgstetten
- Neumühle zu Winnenden
- Neuschöntal zu Backnang
- Neustadt zu Waiblingen
- Neuweilerhof zu Plüderhausen
- Neuwirtshaus zu Alfdorf
- Niederheckenhof zu Alfdorf
- Nonnenmühle zu Althütte

### O
- Oberberken zu Schorndorf
- Oberbrüden zu Auenwald
- Oberdresselhof zu Weissach im Tal
- Obere Roßstaig zu Spiegelberg
- Oberfischbach zu Großerlach
- Obermühle zu Welzheim
- Oberndorf zu Rudersberg
- Oberneustetten zu Murrhardt
- Oberschlechtbach zu Rudersberg
- Oberschöntal zu Backnang
- Obersteinenberg zu Welzheim
- Obertorhöfe zu Kirchberg an der Murr
- Oberurbach zu Urbach
- Oberweiler zu Berglen
- Oberweissach zu Weissach im Tal
- Ödernhardt zu Berglen
- Oeffingen zu Fellbach
- Oppelsbohm zu Berglen
- Oppenweiler
- Öschelbronn zu Berglen
- Osterhof zu Remshalden

### P
- Pfahlbronn zu Alfdorf
- Pfahlbronner Mühle zu Alfdorf
- Pfahlenhof zu Alfdorf
- Pfeilhof zu Winnenden
- Platte zu Großerlach
- Plüderhausen
- Plüderwiesenhof zu Plüderhausen

### R
- Raithöfle zu Murrhardt
- Reichenbach zu Berglen
- Reichenbach zu Oppenweiler
- Reichenberg zu Oppenweiler
- Remsmühle oder Vogelmühle[2] zu Waiblingen
- Reute zu Murrhardt
- Reutenhof zu Oppenweiler
- Rienharz zu Alfdorf
- Rienharzer Sägmühle zu Alfdorf
- Rietenau zu Aspach
- Röhrach (oder auch Röhrachhof) zu Aspach
- Rohrbach zu Oppenweiler
- Rohrbronn zu Remshalden
- Rollhof zu Remshalden
- Rommelshausen zu Kernen im Remstal
- Roßstaig zu Spiegelberg
- Rotbachhöfle zu Kaisersbach
- Rotenmad zu Kaisersbach
- Rötleshof zu Backnang
- Rottmannsberg zu Auenwald
- Rottmannsberger Sägmühle zu Althütte
- Rudersberg
- Rüflensmühle zu Oppenweiler
- Ruitzenmühle zu Winnenden
- Rundsmühlhof zu Kirchberg an der Murr

### S
- Sachsenweiler zu Backnang
- Saffrichhof zu Weinstadt
- Sägbühl zu Kaisersbach
- Sauerhof zu Auenwald
- Sauerhöfle zu Murrhardt
- Sauerhöfle zu Rudersberg
- Schadberg zu Kaisersbach
- Schafhaus zu Rudersberg
- Schafhof zu Welzheim
- Schautenhof zu Plüderhausen
- Schelmenholz zu Winnenden
- Schenkhöfle zu Alfdorf
- Schiffrain zu Oppenweiler
- Schillingshof zu Kaisersbach
- Schleißweiler zu Sulzbach an der Murr
- Schlichenhöfle zu Althütte
- Schlichenweiler zu Althütte
- Schlichten zu Schorndorf
- Schloss Ebersberg zu Auenwald
- Schloßhof zu Murrhardt
- Schloßhöfer Sägmühle zu Murrhardt
- Schloßhöfle zu Rudersberg
- Schloßmühle zu Murrhardt
- Schmalenberg zu Kaisersbach
- Schmiden zu Fellbach
- Schmidhof zu Alfdorf
- Schmidhöfle zu Alfdorf
- Schmollenmühle zu Auenwald
- Schnait zu Weinstadt
- Schnarrenberg zu Auenwald
- Schölleshof zu Alfdorf
- Schöllhütte zu Althütte
- Schönbronn zu Großerlach
- Schönbühl zu Weinstadt
- Schönenbühl zu Aspach
- Schöntalhöfle (auch Schertelhöfle) zu Großerlach
- Schöntalsägmühle zu Großerlach
- Schornbach zu Schorndorf
- Schorndorf
- Schotthof zu Alfdorf
- Schulerhof zu Winnenden
- Schulhaus zu Backnang
- Schwaikheim
- Schwammhof zu Murrhardt
- Schwarzenmühle zu Murrhardt
- Schweizerhof zu Großerlach
- Sechselberg zu Althütte
- Seehof zu Backnang
- Seelach zu Rudersberg
- Seemühle zu Kernen im Remstal
- Seemühle zu Weissach im Tal
- Seiboldsweiler zu Welzheim
- Siebenknie zu Murrhardt
- Siebersbach zu Sulzbach an der Murr
- Siegelsberg zu Murrhardt
- Silberhäusle zu Kaisersbach
- Sommerhaus zu Murrhardt
- Sonnenberg zu Winnenden
- Spatzenhof zu Kaisersbach
- Spechtshof zu Berglen
- Spechtshof zu Murrhardt
- Spiegelberg
- Spielhof zu Murrhardt
- Staigacker zu Backnang
- Stegmühle zu Aspach
- Steinach zu Berglen
- Steinbach zu Backnang
- Steinbach zu Rudersberg
- Steinberg zu Murrhardt
- Steinbruck zu Welzheim
- Steinenberg zu Rudersberg
- Steinhaus zu Alfdorf
- Stetten zu Kernen im Remstal
- Stiftsgrundhof zu Backnang
- Stixenhof zu Alfdorf
- Stöckenhof zu Berglen
- Stöckenhof zu Winnenden
- Streich zu Berglen
- Strohhof zu Kaisersbach
- Strübelhof zu Alfdorf
- Strübelmühle zu Alfdorf
- Strümpfelbach zu Backnang
- Strümpfelbach zu Weinstadt
- Strümpfelhof zu Rudersberg
- Sulzbach zu Sulzbach an der Murr

### T
- Täle zu Kaisersbach
- Täle zu Murrhardt
- Talmühle zu Aspach
- Tannhof zu Alfdorf
- Taubenhof zu Welzheim
- Tennhof zu Fellbach
- Tennhöfle zu Alfdorf
- Tiefenmad zu Murrhardt
- Tiefenthal zu Auenwald
- Trailhof zu Auenwald
- Trailhöfle zu Auenwald
- Trauzenbach zu Großerlach

### U
- Ungeheuerhof zu Backnang
- Unterberken zu Schorndorf
- Unterbrüden zu Auenwald
- Unterdresselhof zu Weissach im Tal
- Untere Schafscheuer zu Murrhardt
- Unterfischbach zu Großerlach
- Unterneustetten zu Murrhardt
- Unterschlechtbach zu Rudersberg
- Unterschöntal zu Backnang
- Unterstaigacker zu Oppenweiler
- Unterurbach zu Urbach
- Unterweissach zu Weissach im Tal
- Utzenhof zu Auenwald

### V
- Vaihinghof zu Alfdorf
- Viehhaus zu Weissach im Tal
- Vögelesreute zu Murrhardt
- Vogelmühle[2] oder Remsmühle zu Waiblingen
- Voggenberg zu Alfdorf
- Voggenberger Sägmühle zu Alfdorf
- Voggenbergmühle zu Alfdorf
- Voggenmühlhöfle zu Alfdorf
- Volkhardsmühle zu Berglen
- Vorderbüchelberg zu Spiegelberg
- Vorderhundsberg zu Welzheim
- Vordermurrhärle zu Murrhardt
- Vordersteinenberg zu Alfdorf
- Vorderweißbuch zu Berglen
- Vorderwestermurr zu Murrhardt

### W
- Wacholderhof zu Murrhardt
- Wachthäusle zu Oppenweiler
- Wahlenheim zu Alfdorf
- Wahlenmühle zu Murrhardt
- Waiblingen
- Waldenstein zu Rudersberg
- Waldenweiler zu Althütte
- Waldrems zu Backnang
- Walkersbach zu Plüderhausen
- Waltersberg zu Murrhardt
- Warthof zu Aspach
- Wasenmühle zu Urbach
- Wattenweiler zu Weissach im Tal
- Weidenbach zu Kaisersbach
- Weidenhof zu Kaisersbach
- Weiler/Rems zu Schorndorf
- Weiler zum Stein zu Leutenbach
- Wellingshof zu Urbach
- Welzheim
- Westermurrer Mühle zu Murrhardt
- Westermurrer Sägmühle zu Murrhardt
- Wiedhof zu Großerlach
- Wiesenhof zu Murrhardt
- Wiesensteighof zu Kaisersbach
- Wilhelmsheim zu Oppenweiler
- Winnenden
- Winterbach
- Winterhaus zu Murrhardt
- Wolfshof zu Weinstadt
- Wolkenhof zu Murrhardt
- Wüstenbachhof zu Aspach

### Z
- Zell zu Oppenweiler
- Ziegelhütte zu Kaisersbach
- Zillhardtshof zu Waiblingen
- Zumhof zu Rudersberg
- Zwerenberg zu Sulzbach an der Murr
- Zwingelhausen zu Kirchberg an der Murr